# Фриттата
Фритта́та (фритата; итал. frittata) — итальянская яичница, которую готовят с начинками из сыра,  овощей, колбасы или  мяса. Обычно фриттату готовят на плите, затем доводят до готовности в духовке.
Аутентичная итальянская фриттата это простое, сытное крестьянское блюдо, которое чаще всего готовится из картофеля, лука и яиц, иногда с добавлением тёртого сыра пармезан. Картофель нарезают небольшими кубиками и отваривают 5 минут, лук нарезают и обжаривают на чугунной сковороде, яйца смешивают венчиком, добавляют картофель, соль и перец по вкусу и выливают на сковороду к луку, сверху посыпают тертым сыром и отправляют в предварительно разогретую духовку на 10-12 минут. Подают со свежей зеленью и свежими томатами.
Неаполитанскую фриттату часто готовят с использованием макарон. Традиционная крестьянская фриттата содержит лук-порей и сыр пармезан. Во фриттату не добавляются продукты, содержащие большое количество жидкости. Помидоры для фриттаты следует разрезать, избавить от семян и жидкости. Сегодня итальянскую фриттату готовят в сковороде с двумя ручками, специально созданной под это блюдо.
Готовится фриттата на медленном огне. Взбитые яйца заливаются на дно смазанной маслом сковороды, затем кладется начинка. Когда нижний слой фриттаты начинает запекаться, сковороду можно закрыть крышкой и довести до готовности на медленном огне, либо можно сковороду поместить в духовку.